# NGC 7083
NGC 7083 est une vaste galaxie spirale située dans la constellation de l'Indien. Sa vitesse par rapport au fond diffus cosmologique est de 2 475 ± 22 km/s, ce qui correspond à une distance de Hubble de 36,5 ± 2,6 Mpc (∼119 millions d'al). NGC 7083 a été découverte par l'astronome écossais James Dunlop en 1826.	

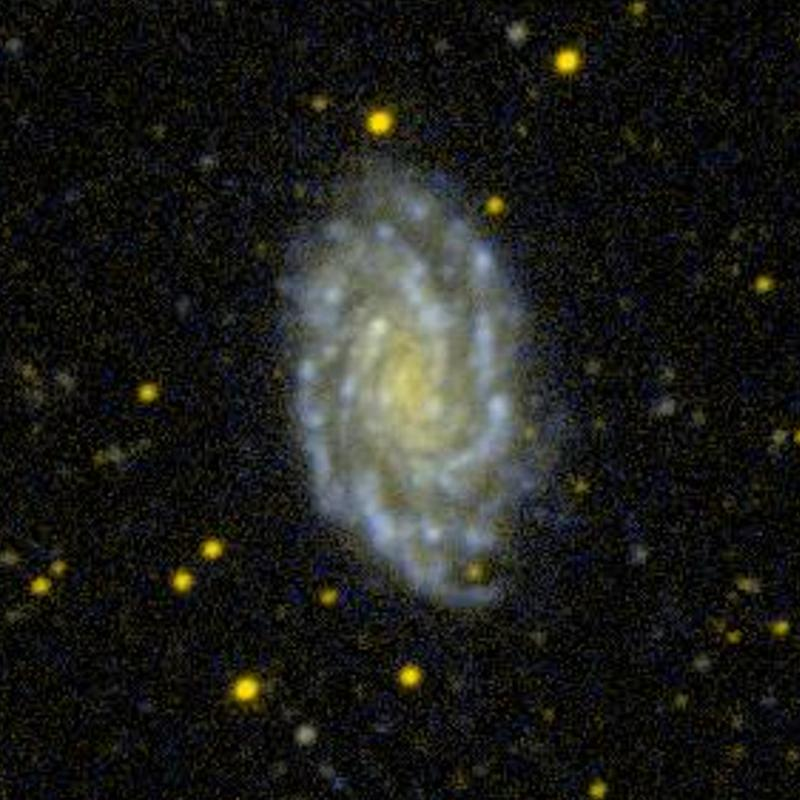
NGC 7083 en ultraviolet par GALEX. Aucune barre ni début de barre n'est visible sur cette image.

Les avis diffèrent sur la classification de NGC 7083, galaxie spirale barrée selon la base de données HyperLeda, galaxie spirale intermédiaire selon la base de données NASA/IPAC et spirale ordinaire selon Wolfgang Steinicke et le professeur Seligman.  Il n'y a pas de barre nettement visible sur l'image obtenue du relevé DSS et aucune barre n'est visible sur l'image de meilleure qualité provenant du satellite GALEX. Aussi le classification de galaxie spirale ordinaire semble mieux décrire cette galaxie. On notera aussi que NGC 7083 a été utilisé par Gérard de Vaucouleurs comme une galaxie de type morphologique SA(s)bc dans son atlas des galaxies.
NGC 7083 est une galaxie LINER, c'est-à-dire une galaxie dont le noyau présente un spectre d'émission caractérisé par de larges raies d'atomes faiblement ionisés. Selon la base de données Simbad, NGC 7083 est une galaxie active de type Seyfert 2.
NGC 7083 émet aussi dans l'infrarouge. Sa luminosité dans l'infrarouge lointain (de 40 à 400 µm) est égale à 21,4 × 109 {\displaystyle L_{\odot }} (1010,33{\displaystyle L_{\odot }}) et sa luminosité totale dans l'infrarouge (de 8 à 1 000 µm) est de 28,2 × 109 {\displaystyle L_{\odot }} (1010,45{\displaystyle L_{\odot }}).
À ce jour, 18 mesures non basées sur le décalage vers le rouge (redshift) donnent une distance de 33,033 ± 5,554 Mpc (∼108 millions d'al), ce qui est à l'intérieur des valeurs de la distance de Hubble.

## Morphologie
Eskridge, Frogel et Pogge ont publié un article en 2002 décrivant la morphologie de 205 galaxies spirales rapprochées. Les observations ont été réalisées dans la bande H de l'infrarouge et dans la bande B (le bleu). Selon Eskridge et ses collègues, NGC 7083 est une galaxie spirale (Sb) dont le renflement central lumineux est circulaire, quoiqu'il devient assez elliptique lorsqu'on s'éloigne. La galaxie présente un grand motif spiral avec deux bras bien définis qui commencent au petit axe du renflement. Ces bras ont une seule ligne de crête dominante. Ils bifurquent immédiatement et leurs parties les plus brillantes s'enroulent plus étroitement. Ces surfaces de luminosité élevée s'enveloppent à environ 120 degrés, alors que les surfaces de faible luminosité suivent sur au moins 270 degrés. Les bras ne sont pas réguliers et ils comportent plusieurs filaments et brassards. Il y a des régions évidentes de formation d'étoiles très loin du centre.

## Supernova
Trois supernovas ont été découvertes dans NGC 7083 : SN 1983Y, SN 2009hm et SN 2019qar.

### SN 1983Y
Cette supernova a été découverte le 14 avril 1983 par l'astronome chilienne Marina Wischnjewsky de l'université de Santiago. Le type de cette supernova n'a pas été déterminé et sa magnitude au moment de sa découverte était de 18. 

### SN 2009hm
Cette supernova a été découverte le 17 juillet 2009 par les astronomes amateurs sud africain Berto Monard et néo-zélandais Stuart Parker. Cette supernova était de type Ib et sa magnitude au moment de sa découverte était de 14,7.

### SN 2019qar
Cette supernova a été découverte le 12 septembre dans le cadre du relevé DLT40 (Distance Less Than 40 Megaparsecs). Cette supernova était de type Ib-pec et sa magnitude au moment de sa découverte était de 17,5.